# Übersarung
Eine Übersarung (auch: Übersarrung) ist ein Geschiebetransport in Gebirgsflüssen (Wildbächen) mit einer oft flächendeckenden Ablagerung der Feststoffe (Steine, Geröll, grober Schutt und Murgangmaterial) außerhalb des Gerinnes. 
Eine Übersarung tritt nur bei dynamischen Überschwemmungen in geneigtem Gelände mit hohen Fließgeschwindigkeiten auf, so dass das Wasser auch größere Steine transportieren kann. Die hohe Fließgeschwindigkeit erzeugt auch neben dem Gerinne eine große Erosion und hohe Schleppkraft. Der Bach bricht oft aufgrund einer Verklausung oder wegen mangelnder Abflusskapazität aus seinem Gerinne aus.
Das Material lagert sich meist im Bereich von Schwemmkegeln ab, wo die Fließgeschwindigkeit wieder abnimmt.
Eine Übersarung tritt nach starken Regenfällen auf und dauert nur einige Stunden an.
Zum Teil wird das Geröll nach Korngröße sortiert abgelagert. Die Korngröße nimmt mit zunehmender Entfernung zur Austrittsstelle ab.
Ein Beispiel ist die Übersarung von 1831 an der Lütschine.